# هيكتور إس. أوسوريو
هيكتور إس. أوسوريو (بالإسبانية: Héctor S. Osorio)‏ هو عالم نبات وكاتب أوروغواياني، ولد في 1928، وتوفي في 30 أكتوبر 2016.